# Уайт, Майк (игрок в американский футбол, 1995)
Майк Уайт (англ. Mike White; 25 марта 1995, Пемброк-Пайнс, Флорида) — американский футболист, квотербек клуба НФЛ «Нью-Йорк Джетс». На студенческом уровне выступал за команды Южно-Флоридского и Западно-Кентуккийского университетов. На драфте НФЛ 2018 года был выбран в пятом раунде.

## Биография
Майк Уайт родился 25 марта 1995 года в городе Пемброк-Пайнс во Флориде. Он учился в старшей школе Эн-Эс-Ю Юниверсити при кампусе Юго-Восточного университета Нова. В школьных командах Уайт играл в бейсбол на позиции питчера и в футбол на месте квотербека. В обоих видах спорта его включали в составы сборных звёзд округа Брауард. В составе футбольной команды Уайт побеждал в чемпионате штата, в выпускной год он был назван лучшим игроком Флориды среди школ категории 3A.

### Любительская карьера
После окончания школы Уайт поступил в Южно-Флоридский университет. В 2013 году он сыграл в стартовом составе его команды пять игр, в 2014 году — десять. За два года выступлений суммарно он набрал 2 722 ярда с одиннадцатью тачдаунами при шестнадцати перехватах. После окончания сезона 2014 года Уайт объявил о переходе в Западно-Кентуккийский университет и по правилам NCAA провёл один год в статусе освобождённого игрока.
В 2016 году он дебютировал в составе «Вестерн Кентукки Хиллтопперс». В четырнадцати играх сезона Уайт набрал 4 363 ярда с 37 тачдаунами. Он стал вторым после Брэндона Даути квотербеком в истории университета, набравшим за сезон свыше 4 000 ярдов. Нападение команды стало лучшим в дивизионе FBS по средней результативности, вошло в пятёрку сильнейших по среднему количеству набираемых за матч ярдов. Уайт был признан Новичком года в конференции США.
Перед началом сезона 2017 года он был выбран одним из капитанов команды. Уайт сыграл в тринадцати матчах турнира, набрав 4 177 ярдов. По этому показателю он занял четвёртое место в FBS. По ходу сезона он входил в число претендентов на ряд индивидуальных призов, а после его окончания получил приглашение на матч всех звёзд выпускников колледжей.

#### Статистика выступлений в чемпионате NCAA
| Сезон | Команда                      | Игры | Пас | Пас   | Пас  | Пас    | Пас  | Пас | Пас | Пас   | Вынос | Вынос | Вынос | Вынос |
| Сезон | Команда                      | Игры | Cmp | Att   | Pct  | Yds    | Y/A  | TD  | Int | Rtg   | Att   | Yds   | Avg   | TD    |
| ----- | ---------------------------- | ---- | --- | ----- | ---- | ------ | ---- | --- | --- | ----- | ----- | ----- | ----- | ----- |
| 2013  | Саут Флорида Буллз           | 6    | 93  | 175   | 53,1 | 1 083  | 6,2  | 3   | 9   | 100,5 | 14    | -43   | -3,1  | 0     |
| 2014  | Саут Флорида Буллз           | 11   | 122 | 242   | 50,4 | 1 639  | 6,1  | 8   | 7   | 112,4 | 29    | -85   | -2,9  | 0     |
| 2015  | Вестерн Кентукки Хиллтопперс | —    | —   | —     | —    | —      | —    | —   | —   | —     | —     | —     | —     | —     |
| 2016  | Вестерн Кентукки Хиллтопперс | 14   | 280 | 416   | 67,3 | 4 363  | 10,5 | 37  | 7   | 181,4 | 29    | -74   | -2,6  | 0     |
| 2017  | Вестерн Кентукки Хиллтопперс | 13   | 368 | 560   | 65,7 | 4 177  | 7,5  | 26  | 8   | 140,8 | 64    | -268  | -4,2  | 6     |
| Всего | Всего                        | 44   | 863 | 1 393 | 62,0 | 11 262 | 8,1  | 74  | 31  | 142,9 | 136   | -470  | -3,5  | 6     |

### Профессиональная карьера
Перед драфтом НФЛ 2018 года аналитик сайта Bleacher Report Мэтт Миллер характеризовал Уайта как игрока с хорошей механикой броска, точностью и набором навыков, которые позволяли ему рассчитывать на попадание в состав клуба НФЛ. Лучшими качествами квотербека он называл сильную руку, умение читать и понимать игру. Отдельно Миллер отмечал, что Уайт в колледже успешно играл при трёх разных тренерах в разных схемах нападения. Среди недостатков он называл проблемы в игре под давлением защиты, недостаток мобильности и большое количество потерь мяча.
На драфте Уайт был выбран «Далласом» в пятом раунде. Перед началом сезона его называли претендентом на место второго квотербека команды вместе с Купером Рашем. В течение регулярного чемпионата Уайт входил в состав «Каубойс», но на поле в официальных матчах не выходил. В предсезонных матчах летом 2019 года он набрал 305 ярдов с тачдауном и перехвате. Перед стартом чемпионата во время сокращения составов клуб объявил о его отчислении.
В сентябре 2019 года Уайт стал игроком тренировочного состава «Нью-Йорк Джетс». Клуб нуждался в увеличении глубины состава после того, как Сэм Дарнолд заболел мононуклеозом. В течение сезонов 2019 и 2020 годов он не принял участия ни в одном матче регулярного чемпионата, но сохранил место в команде. Летом 2021 года Уайт выиграл борьбу за место второго квотербека «Джетс» у Джоша Джонсона и Джеймса Моргана. В октябре он дебютировал в НФЛ, выйдя на поле вместо травмированного Зака Уилсона. В игре восьмой недели против «Цинциннати Бенгалс» Уайт впервые вышел в стартовом составе и набрал 405 ярдов с тремя тачдаунами при двух перехватах. Он стал вторым после Кэма Ньютона квотербеком, в дебютном матче в роли стартового пасующего набравшим свыше 400 ярдов.

#### Статистика выступлений в НФЛ

##### Регулярный чемпионат
| Сезон | Команда        | Игры | Пас | Пас | Пас  | Пас | Пас | Пас | Пас | Пас  | Вынос | Вынос | Вынос | Вынос |
| Сезон | Команда        | Игры | Cmp | Att | Pct  | Yds | Y/A | TD  | Int | Rtg  | Att   | Yds   | Avg   | TD    |
| ----- | -------------- | ---- | --- | --- | ---- | --- | --- | --- | --- | ---- | ----- | ----- | ----- | ----- |
| 2021  | Нью-Йорк Джетс | 2    | 57  | 77  | 74,0 | 607 | 7,9 | 4   | 4   | 92,3 | 5     | -1    | -0,2  | 0     |
| Всего | Всего          | 2    | 57  | 77  | 74,0 | 607 | 7,9 | 4   | 4   | 92,3 | 5     | -1    | -0,2  | 0     |

- На 1 ноября 2021 года